# Hromovka (Černohorská hornatina)
Hromovka (německy Tannenstein) je spočinek hory Přední Planina v Krkonoších.

## Poloha
Hromovka se nachází v centrálních Krkonoších asi 1,5 km jižně od Špindlerova Mlýna. Jedná se o severozápadní výběžek Přední Planiny, který při pohledu z některých stran působí optickým dojmem samostatného vrcholu. Klasický vrchol sice Hromovka nemá, ale má vlastní kótu v nadmořské výšce 1031 m. Svahy jsou prudké s převýšením i více než 300 metrů. Hromovka se nachází na hranicích Krkonošského národního parku a jeho ochranného pásma.

## Vodstvo
Na svazích Hromovky pramení několik malých potoků, které jsou levými přítoky Labe. Na jeho toku se pod západním svahem nachází Vodní nádrž Labská.

## Vegetace
Porost smrku ztepilého v okolí kóty byl částečně vykácen. Na severozápadním svahu se nachází stejnojmenná luční enkláva s horskými boudami.

## Komunikace
Svahy Hromovky jsou obsluhovány lesními cestami různých kvalit. V blízkosti kóty prochází zeleně značená turistická trasa 4206 ze Špindlerova Mlýna do Pece pod Sněžkou. Z Hromovky na Přední Planinu stoupá průsekem po bývalém telefonním elektrickém vedení, tzv. Telefonkou. Níže po západním svahu procházejí modře značená turistická trasa 1804 a žlutě značená 7201 ze Špindlerova Mlýna do Vrchlabí.

## Skiareál
Severní svah Přední Planiny včetně jejího výběžku Hromovky pokrývá systém lanových drah, lyžařských vleků a sjezdovek skiareálu Špindlerův Mlýn. Jedna z lanových drah má svou horní stanici v blízkosti kóty a díky tomu nese název Hromovka i její horní stanice. Dolní stanice se nachází u hlavního parkoviště ve Špindlerově Mlýně. Dráha je v provozu pouze v zimním období. Její trasu sleduje i jedna ze sjezdových tratí.